# Serie A (Italia) 2015-16
La Serie A 2015-16 fue la octogésima cuarta edición de la máxima competición futbolística de Italia, desde su creación en 1929. La Juventus es el campeón defensor del título, tras proclamarse campeón en la jornada 34 al vencer por 0-1 a la Sampdoria, adjudicándose así el scudetto por quinta temporada consecutiva.
Un total de 20 equipos participarán en la competición, incluyendo 17 equipos de la temporada anterior y 3 provenientes de la Serie B 2014/15. La temporada comenzó el 22 de agosto de 2015.

## Equipos participantes

### Ascensos y descensos
| Pos | Descendidos de la Serie A |
| --- | ------------------------- |
| 18º | Cagliari                  |
| 19º | Cesena                    |
| 20º | Parma                     |

| Pos   | Ascendidos de la Serie B |
| ----- | ------------------------ |
| 1º    | Carpi                    |
| 2º    | Frosinone                |
| Prom. | Bologna                  |

### Datos de los equipos
| Equipo                                     | Ciudad    | Entrenador           | Estadio                             | Aforo  | Marca          | Patrocinador                                         |
| ------------------------------------------ | --------- | -------------------- | ----------------------------------- | ------ | -------------- | ---------------------------------------------------- |
| Atalanta                                   | Bérgamo   | Edoardo Reja         | Atleti Azzurri d'Italia             | 26 542 | Nike           | 2 patrocinadores Suisse Gas Konica Minolta           |
| Bologna                                    | Bolonia   | Roberto Donadoni     | Renato Dall'Ara                     | 39 444 | Macron         | NGM Mobile                                           |
| Carpi                                      | Carpi     | Fabrizio Castori     | Sandro Cabassi                      | 4 144  | Sportika       | Azimut                                               |
| Chievo Verona                              | Verona    | Rolando Maran        | Marcantonio Bentegodi               | 43 000 | Givova         | 2 patrocinadores Paluani Banca Popolare di Verona    |
| Empoli                                     | Empoli    | Marco Giampaolo      | Carlo Castellani                    | 16 800 | Royal          | 2 patrocinadores NGM Mobile Computer Gross           |
| Fiorentina                                 | Florencia | Paulo Sousa          | Artemio Franchi                     | 49 282 | Le Coq Sportif | Volkswagen                                           |
| Frosinone                                  | Frosinone | Roberto Stellone     | Comunale Matusa                     | 10 000 | Legea          | Banca Popolare del Frusinate                         |
| Genoa                                      | Génova    | Gian Piero Gasperini | Luigi Ferraris                      | 36 685 | Lotto          | Izi Play                                             |
| Hellas Verona                              | Verona    | Luigi Delneri        | Marcantonio Bentegodi               | 43 402 | Nike           | 3 patrocinadores Leaderform AGSM Franklin & Marshall |
| Internazionale                             | Milán     | Roberto Mancini      | Giuseppe Meazza                     | 80 018 | Nike           | Pirelli                                              |
| Juventus                                   | Turín     | Massimiliano Allegri | Juventus Stadium                    | 41 000 | Adidas         | Jeep                                                 |
| Lazio                                      | Roma      | Simone Inzaghi       | Estadio Olímpico de Roma            | 72 698 | Macron         |                                                      |
| Milan                                      | Milán     | Cristian Brocchi     | Giuseppe Meazza                     | 80 018 | Adidas         | Emirates                                             |
| Napoli                                     | Nápoles   | Maurizio Sarri       | San Paolo                           | 62 240 | Kappa          | 2 patrocinadores Lete Pasta Garofalo                 |
| Palermo                                    | Palermo   | Davide Ballardini    | Renzo Barbera                       | 48 349 | Joma           |                                                      |
| Roma                                       | Roma      | Luciano Spalletti    | Estadio Olímpico de Roma            | 72 698 | Nike           |                                                      |
| Sampdoria                                  | Génova    | Vincenzo Montella    | Luigi Ferraris                      | 36 685 | Joma           | Tempotest Parà                                       |
| Sassuolo                                   | Sassuolo  | Eusebio Di Francesco | MAPEI Stadium - Città del Tricolore | 30 084 | Kappa          | Mapei                                                |
| Torino                                     | Turín     | Giampiero Ventura    | Estadio Olímpico de Turín           | 30 994 | Kappa          | 2 patrocinadores Suzuki Salami Beretta               |
| Udinese                                    | Údine     | Luigi De Canio       | Dacia Arena                         | 25 000 | HS Football    | Dacia                                                |
| Datos actualizados al 12 de abril de 2016. |           |                      |                                     |        |                |                                                      |

### Cambios de entrenadores
| Equipo        | Entrenador (jornadas) |
| ------------- | --- |
| Carpi         | Fabrizio Castori (1-6, 12-38) Giuseppe Sannino (7-11)                                                                                             |
| Bologna       | Delio Rossi (1-10) Roberto Donadoni (11-38) |
| Palermo       | Giuseppe Iachini (1-12, 26-28) Davide Ballardini (13-19, 33-38) Guillermo Barros Schelotto (20-24) Giovanni Tedesco (25) Walter Novellino (29-32) |
| Sampdoria     | Walter Zenga (1-12) Vincenzo Montella (13-38) |
| Hellas Verona | Andrea Mandorlini (1-14) Luigi Delneri (15-38) |
| Roma          | Rudi García (1-19) Luciano Spalletti (20-38) |
| Udinese       | Stefano Colantuono (1-29) Luigi De Canio (30-38)                                                                                                  |
| Lazio         | Stefano Pioli (1-31) Simone Inzaghi (32-38) |
| Milan         | Siniša Mihajlović (1-32) Cristian Brocchi (33-38)                                                                                                 |

### Equipos por región
| Región               | N.º | Equipos                          |
| -------------------- | --- | -------------------------------- |
| Emilia-Romaña        | 3   | Bologna, Carpi y Sassuolo        |
| Lacio                | 3   | Frosinone, Lazio y Roma          |
| Lombardia            | 3   | Atalanta, Internazionale y Milan |
| Liguria              | 2   | Genoa y Sampdoria                |
| Piamonte             | 2   | Juventus y Torino                |
| Véneto               | 2   | Chievo y Hellas                  |
| Toscana              | 2   | Empoli y Fiorentina              |
| Campania             | 1   | Napoli                           |
| Sicilia              | 1   | Palermo                          |
| Friuli-Venecia Julia | 1   | Udinese                          |

## Clasificación
| Pos. | Equipo            | Pts. | PJ | G  | E  | P  | GF | GC | Dif. | Clasificación o descenso               |
| ---- | ----------------- | ---- | -- | -- | -- | -- | -- | -- | ---- | -------------------------------------- |
| 1    | Juventus (C)      | 91   | 38 | 29 | 4  | 5  | 75 | 20 | +55  | Fase de grupos de la Liga de Campeones |
| 2    | Napoli            | 82   | 38 | 25 | 7  | 6  | 80 | 32 | +48  | Fase de grupos de la Liga de Campeones |
| 3    | Roma              | 80   | 38 | 23 | 11 | 4  | 83 | 41 | +42  | Play-offs de la Liga de Campeones      |
| 4    | Inter de Milán    | 67   | 38 | 20 | 7  | 11 | 50 | 38 | +12  | Fase de grupos de la Liga Europa       |
| 5    | Fiorentina        | 64   | 38 | 18 | 10 | 10 | 60 | 42 | +18  | Fase de grupos de la Liga Europa       |
| 6    | Sassuolo          | 61   | 38 | 16 | 13 | 9  | 49 | 40 | +9   | Tercera ronda previa de la Liga Europa |
| 7    | Milan             | 57   | 38 | 15 | 12 | 11 | 49 | 43 | +6   |                                        |
| 8    | Lazio             | 54   | 38 | 15 | 9  | 14 | 52 | 52 | 0    |                                        |
| 9    | Chievo Verona     | 50   | 38 | 13 | 11 | 14 | 43 | 45 | −2   |                                        |
| 10   | Genoa             | 46   | 38 | 12 | 10 | 16 | 40 | 49 | −9   |                                        |
| 11   | Empoli            | 46   | 38 | 13 | 7  | 18 | 45 | 48 | −3   |                                        |
| 12   | Torino            | 45   | 38 | 12 | 9  | 17 | 52 | 55 | −3   |                                        |
| 13   | Atalanta          | 45   | 38 | 11 | 12 | 15 | 41 | 47 | −6   |                                        |
| 14   | Bologna           | 42   | 38 | 11 | 9  | 18 | 33 | 45 | −12  |                                        |
| 15   | Sampdoria         | 40   | 38 | 10 | 10 | 18 | 48 | 61 | −13  |                                        |
| 16   | Udinese           | 39   | 38 | 10 | 9  | 19 | 38 | 65 | −27  |                                        |
| 17   | Palermo           | 39   | 38 | 10 | 9  | 19 | 35 | 60 | −25  |                                        |
| 18   | Carpi (D)         | 38   | 38 | 9  | 11 | 18 | 37 | 57 | −20  | Descenso de categoría                  |
| 19   | Frosinone (D)     | 31   | 38 | 8  | 7  | 23 | 35 | 76 | −41  | Descenso de categoría                  |
| 20   | Hellas Verona (D) | 28   | 38 | 5  | 13 | 20 | 34 | 63 | −29  | Descenso de categoría                  |

 Fuente: legaseriea.it y marca.com
Notas:
1. ↑  Fiorentina se clasificó para la fase de grupos de la Liga Europa 2016-17, debido a que el campeón de la Coppa Italia 2015-16 (Juventus) se había clasificado a la Liga de Campeones, por lo que el cupo pasó al 6° clasificado.
2. ↑  Sassuolo se clasificó para la tercera ronda previa de la Liga Europa 2016-17, debido a que el cupo que originalmente iba destinado al 6° clasificado pasó al 7° clasificado.

### Evolución de las posiciones
| Jornada Equipo | 1  | 2  | 3  | 4  | 5  | 6  | 7  | 8  | 9  | 10 | 11 | 12 | 13 | 14 | 15 | 16 | 17 | 18 | 19 | 20 | 21 | 22 | 23 | 24 | 25 | 26 | 27 | 28 | 29 | 30 | 31 | 32 | 33 | 34 | 35 | 36 | 37 | 38 |
| Jornada Equipo |    |    |    |    |    |    |    |    |    |    |    |    |    |    |    |    |    |    |    |    |    |    |    |    |    |    |    |    |    |    |    |    |    |    |    |    |    |    |
| -------------- | -- | -- | -- | -- | -- | -- | -- | -- | -- | -- | -- | -- | -- | -- | -- | -- | -- | -- | -- | -- | -- | -- | -- | -- | -- | -- | -- | -- | -- | -- | -- | -- | -- | -- | -- | -- | -- | -- |
| Juventus       | 17 | 17 | 16 | 13 | 13 | 15 | 12 | 14 | 12 | 12 | 10 | 7  | 6  | 5  | 5  | 4  | 4  | 4  | 2  | 2  | 2  | 2  | 2  | 2  | 1  | 1  | 1  | 1  | 1  | 1  | 1  | 1  | 1  | 1  | 1  | 1  | 1  | 1  |
| Napoli         | 14 | 14 | 14 | 11 | 12 | 10 | 6  | 4  | 2  | 2  | 4  | 4  | 2  | 1  | 3  | 3  | 3  | 3  | 1  | 1  | 1  | 1  | 1  | 1  | 2  | 2  | 2  | 2  | 2  | 2  | 2  | 2  | 2  | 2  | 2  | 2  | 2  | 2  |
| Roma           | 10 | 7  | 5  | 4  | 9  | 6  | 4  | 2  | 1  | 1  | 3  | 3  | 4  | 4  | 4  | 5  | 5  | 5  | 5  | 5  | 5  | 5  | 5  | 5  | 4  | 4  | 3  | 3  | 3  | 3  | 3  | 3  | 3  | 3  | 3  | 3  | 3  | 3  |
| Internazionale | 7  | 3  | 1  | 1  | 1  | 2  | 2  | 3  | 4  | 4  | 2  | 2  | 1  | 2  | 1  | 1  | 1  | 1  | 3  | 3  | 4  | 4  | 4  | 4  | 5  | 5  | 5  | 5  | 5  | 5  | 5  | 4  | 4  | 4  | 4  | 4  | 4  | 4  |
| Fiorentina     | 3  | 10 | 8  | 3  | 2  | 1  | 1  | 1  | 3  | 3  | 1  | 1  | 3  | 3  | 2  | 2  | 2  | 2  | 4  | 4  | 3  | 3  | 3  | 3  | 3  | 3  | 4  | 4  | 4  | 4  | 4  | 5  | 5  | 5  | 5  | 5  | 5  | 5  |
| Sassuolo1      | 5  | 4  | 6  | 5  | 3  | 4  | 8  | 5  | 6  | 5  | 5  | 5  | 5  | 6  | 6  | 6  | 7  | 6  | 6  | 7  | 7  | 7  | 7  | 7  | 8  | 7  | 7  | 7  | 7  | 7  | 7  | 7  | 7  | 7  | 7  | 6  | 6  | 6  |
| Milan          | 19 | 12 | 12 | 9  | 7  | 11 | 11 | 13 | 10 | 8  | 6  | 6  | 7  | 7  | 8  | 7  | 6  | 7  | 8  | 6  | 6  | 6  | 6  | 6  | 6  | 6  | 6  | 6  | 6  | 6  | 6  | 6  | 6  | 6  | 6  | 7  | 7  | 7  |
| Lazio          | 4  | 13 | 9  | 10 | 8  | 5  | 3  | 6  | 5  | 6  | 7  | 9  | 8  | 10 | 12 | 12 | 10 | 10 | 9  | 9  | 9  | 8  | 9  | 9  | 7  | 8  | 8  | 8  | 8  | 8  | 8  | 8  | 8  | 9  | 9  | 8  | 8  | 8  |
| Chievo Verona  | 2  | 1  | 2  | 6  | 4  | 7  | 7  | 9  | 11 | 11 | 13 | 14 | 11 | 13 | 11 | 10 | 11 | 12 | 10 | 10 | 10 | 12 | 12 | 10 | 12 | 12 | 10 | 10 | 10 | 9  | 9  | 9  | 9  | 8  | 8  | 9  | 9  | 9  |
| Genoa          | 16 | 9  | 11 | 16 | 17 | 14 | 15 | 12 | 16 | 15 | 14 | 15 | 13 | 15 | 16 | 17 | 17 | 17 | 17 | 16 | 16 | 16 | 16 | 16 | 16 | 14 | 15 | 14 | 12 | 12 | 10 | 10 | 11 | 10 | 10 | 11 | 10 | 10 |
| Empoli         | 18 | 18 | 17 | 14 | 14 | 17 | 16 | 17 | 15 | 13 | 12 | 13 | 16 | 12 | 10 | 9  | 8  | 8  | 7  | 8  | 8  | 9  | 8  | 8  | 9  | 10 | 11 | 11 | 11 | 11 | 14 | 12 | 12 | 12 | 12 | 12 | 12 | 11 |
| Torino1        | 6  | 2  | 4  | 2  | 6  | 3  | 5  | 7  | 8  | 10 | 11 | 11 | 9  | 8  | 9  | 11 | 12 | 14 | 14 | 11 | 11 | 11 | 11 | 12 | 11 | 11 | 12 | 12 | 13 | 13 | 11 | 11 | 10 | 11 | 11 | 10 | 11 | 12 |
| Atalanta       | 15 | 8  | 10 | 12 | 10 | 8  | 10 | 8  | 9  | 7  | 8  | 8  | 10 | 9  | 7  | 8  | 9  | 9  | 11 | 12 | 13 | 13 | 13 | 13 | 13 | 13 | 13 | 15 | 15 | 14 | 12 | 15 | 13 | 13 | 13 | 13 | 13 | 13 |
| Bologna        | 12 | 16 | 19 | 17 | 18 | 19 | 20 | 20 | 18 | 18 | 18 | 16 | 17 | 18 | 15 | 13 | 15 | 15 | 15 | 15 | 12 | 10 | 10 | 11 | 10 | 9  | 9  | 9  | 9  | 10 | 13 | 13 | 14 | 16 | 15 | 14 | 14 | 14 |
| Sampdoria      | 1  | 6  | 3  | 7  | 5  | 9  | 9  | 10 | 7  | 9  | 9  | 10 | 12 | 14 | 14 | 16 | 14 | 13 | 13 | 14 | 17 | 17 | 17 | 17 | 17 | 17 | 16 | 13 | 14 | 15 | 16 | 14 | 15 | 15 | 14 | 15 | 15 | 15 |
| Udinese        | 9  | 11 | 13 | 18 | 16 | 13 | 14 | 15 | 14 | 16 | 15 | 17 | 15 | 11 | 13 | 15 | 13 | 11 | 12 | 13 | 15 | 15 | 14 | 14 | 14 | 15 | 14 | 16 | 16 | 16 | 15 | 16 | 16 | 14 | 16 | 16 | 16 | 16 |
| Palermo        | 8  | 5  | 7  | 8  | 11 | 12 | 13 | 11 | 13 | 14 | 16 | 12 | 14 | 16 | 17 | 14 | 16 | 16 | 16 | 17 | 14 | 14 | 15 | 15 | 15 | 16 | 17 | 17 | 17 | 18 | 18 | 18 | 19 | 19 | 18 | 18 | 17 | 17 |
| Carpi          | 20 | 20 | 18 | 19 | 19 | 20 | 17 | 19 | 20 | 20 | 20 | 20 | 20 | 19 | 19 | 19 | 19 | 19 | 19 | 18 | 18 | 18 | 18 | 18 | 19 | 19 | 19 | 19 | 19 | 17 | 17 | 17 | 17 | 17 | 17 | 17 | 18 | 18 |
| Frosinone      | 13 | 19 | 20 | 20 | 20 | 16 | 19 | 16 | 17 | 17 | 17 | 18 | 18 | 17 | 18 | 18 | 18 | 18 | 18 | 19 | 19 | 19 | 19 | 19 | 18 | 18 | 18 | 18 | 18 | 19 | 19 | 19 | 18 | 18 | 19 | 19 | 19 | 19 |
| Hellas Verona  | 11 | 15 | 15 | 15 | 15 | 18 | 18 | 18 | 19 | 19 | 19 | 19 | 19 | 20 | 20 | 20 | 20 | 20 | 20 | 20 | 20 | 20 | 20 | 20 | 20 | 20 | 20 | 20 | 20 | 20 | 20 | 20 | 20 | 20 | 20 | 20 | 20 | 20 |

Notas:
- 1 Posiciones de Sassuolo y Torino de la fecha 16 hasta la 20 con un partido pendiente por la suspensión del encuentro entre ambos en la jornada 16.

## Resultados

### Tabla de resultados cruzados
| L\V        | ATA | BOL | CRP | CHV | EMP | FIO | FRO | GEN | HEL | INT | JUV | LAZ | MIL | NAP | PAL | ROM | SAM | SAS | TOR | UDI |
| ---------- | --- | --- | --- | --- | --- | --- | --- | --- | --- | --- | --- | --- | --- | --- | --- | --- | --- | --- | --- | --- |
| Atalanta   | —   | 2–0 | 3–0 | 1–0 | 0–0 | 2–3 | 2–0 | 0–2 | 1–1 | 1–1 | 0–2 | 2–1 | 2–1 | 1–3 | 3–0 | 3–3 | 2–1 | 1–1 | 0–1 | 1–1 |
| Bologna    | 3–0 | —   | 0–0 | 0–1 | 2–3 | 1–1 | 1–0 | 2–0 | 0–1 | 0–1 | 0–0 | 2–2 | 0–1 | 3–2 | 0–1 | 2–2 | 3–2 | 0–1 | 0–1 | 1–2 |
| Carpi      | 1–1 | 1–2 | —   | 1–2 | 1–0 | 0–1 | 2–1 | 4–1 | 0–0 | 1–2 | 2–3 | 1–3 | 0–0 | 0–0 | 1–1 | 1–3 | 2–1 | 1–3 | 2–1 | 2–1 |
| Chievo     | 1–0 | 0–0 | 1–0 | —   | 1–1 | 0–0 | 5–1 | 1–0 | 1–1 | 0–1 | 0–4 | 4–0 | 0–0 | 0–1 | 3–1 | 3–3 | 1–1 | 1–1 | 1–0 | 2–3 |
| Empoli     | 0–1 | 0–0 | 3–0 | 1–3 | —   | 2–0 | 1–2 | 2–0 | 1–0 | 0–1 | 1–3 | 1–0 | 2–2 | 2–2 | 0–0 | 1–3 | 1–1 | 1–0 | 2–1 | 1–1 |
| Fiorentina | 3–0 | 2–0 | 2–1 | 2–0 | 2–2 | —   | 4–1 | 1–0 | 1–1 | 2–1 | 1–2 | 1–3 | 2–0 | 1–1 | 0–0 | 1–2 | 1–1 | 3–1 | 2–0 | 3–0 |
| Frosinone  | 0–0 | 1–0 | 2–1 | 0–2 | 2–0 | 0–0 | —   | 2–2 | 3–2 | 0–1 | 0–2 | 0–0 | 2–4 | 1–5 | 0–2 | 0–2 | 2–0 | 0–1 | 1–2 | 2–0 |
| Genoa      | 1–2 | 0–1 | 1–2 | 3–2 | 1–0 | 0–0 | 4–0 | —   | 2–0 | 1–0 | 0–2 | 0–0 | 1–0 | 0–0 | 4–0 | 2–3 | 2–3 | 2–1 | 3–2 | 2–1 |
| Hellas     | 2–1 | 0–2 | 1–2 | 3–1 | 0–1 | 0–2 | 1–2 | 1–1 | —   | 3–3 | 2–1 | 1–2 | 2–1 | 0–2 | 0–1 | 1–1 | 0–3 | 1–1 | 2–2 | 1–1 |
| Inter      | 1–0 | 2–1 | 1–1 | 1–0 | 2–1 | 1–4 | 4–0 | 1–0 | 1–0 | —   | 0–0 | 1–2 | 1–0 | 2–0 | 3–1 | 1–0 | 3–1 | 0–1 | 1–2 | 3–1 |
| Juventus   | 2–0 | 3–1 | 2–0 | 1–1 | 1–0 | 3–1 | 1–1 | 1–0 | 3–0 | 2–0 | —   | 3–0 | 1–0 | 1–0 | 4–0 | 1–0 | 5–0 | 1–0 | 2–1 | 0–1 |
| Lazio      | 2–0 | 2–1 | 0–0 | 4–1 | 2–0 | 2–4 | 2–0 | 2–0 | 5–2 | 2–0 | 0–2 | —   | 1–3 | 0–2 | 1–1 | 1–4 | 1–1 | 0–2 | 3–0 | 2–0 |
| Milan      | 0–0 | 0–1 | 0–0 | 1–0 | 2–1 | 2–0 | 3–3 | 2–1 | 1–1 | 3–0 | 1–2 | 1–1 | —   | 0–4 | 3–2 | 1–3 | 4–1 | 2–1 | 1–0 | 1–1 |
| Napoli     | 2–1 | 6–0 | 1–0 | 3–1 | 5–1 | 2–1 | 4–0 | 3–1 | 3–0 | 2–1 | 2–1 | 5–0 | 1–1 | —   | 2–0 | 0–0 | 2–2 | 3–1 | 2–1 | 1–0 |
| Palermo    | 2–2 | 0–0 | 2–2 | 1–0 | 0–1 | 1–3 | 4–1 | 1–0 | 3–2 | 1–1 | 0–3 | 0–3 | 0–2 | 0–1 | —   | 2–4 | 2–0 | 0–1 | 1–3 | 4–1 |
| Roma       | 0–2 | 1–1 | 5–1 | 3–0 | 3–1 | 4–1 | 3–1 | 2–0 | 1–1 | 1–1 | 2–1 | 2–0 | 1–1 | 1–0 | 5–0 | —   | 2–1 | 2–2 | 3–2 | 3–1 |
| Sampdoria  | 0–0 | 2–0 | 5–2 | 0–1 | 1–1 | 0–2 | 2–0 | 0–3 | 4–1 | 1–1 | 1–2 | 2–1 | 0–1 | 2–4 | 2–0 | 2–1 | —   | 1–3 | 2–2 | 2–0 |
| Sassuolo   | 2–2 | 0–2 | 1–0 | 1–1 | 3–2 | 1–1 | 2–2 | 0–1 | 1–0 | 3–1 | 1–0 | 2–1 | 2–0 | 2–1 | 2–2 | 0–2 | 0–0 | —   | 1–1 | 1–1 |
| Torino     | 2–1 | 2–0 | 0–0 | 1–2 | 0–1 | 3–1 | 4–2 | 3–3 | 0–0 | 0–1 | 1–4 | 1–1 | 1–1 | 1–2 | 2–1 | 1–1 | 2–0 | 1–3 | —   | 0–1 |
| Udinese    | 2–1 | 0–1 | 1–2 | 0–0 | 1–2 | 2–1 | 1–0 | 1–1 | 2–0 | 0–4 | 0–4 | 0–0 | 2–3 | 3–1 | 0–1 | 1–2 | 1–0 | 0–0 | 1–5 | —   |

### Primera vuelta
- Los horarios corresponden al huso horario de Italia (Hora central europea): UTC+1 en horario estándar y UTC+2 en horario de verano

| Hellas Verona  | 1 - 1 (enlace roto disponible en Internet Archive; véase el historial, la primera versión y la última). | Roma          | Marcantonio Bentegodi               | 22 de agosto | 18:00 |
| Lazio          | 2 - 1 Archivado el 25 de agosto de 2015 en Wayback Machine.                                             | Bologna       | Olímpico de Roma                    | 22 de agosto | 20:45 |
| Juventus       | 0 - 1 Archivado el 6 de septiembre de 2015 en Wayback Machine.                                          | Udinese       | Juventus Stadium                    | 23 de agosto | 18:00 |
| Empoli         | 1 - 3 Archivado el 31 de agosto de 2015 en Wayback Machine.                                             | Chievo Verona | Carlo Castellani                    | 23 de agosto | 20:45 |
| Fiorentina     | 2 - 0 Archivado el 9 de enero de 2018 en Wayback Machine.                                               | Milan         | Artemio Franchi                     | 23 de agosto | 20:45 |
| Frosinone      | 1 - 2 Archivado el 25 de agosto de 2015 en Wayback Machine.                                             | Torino        | Comunale Matusa                     | 23 de agosto | 20:45 |
| Internazionale | 1 - 0 Archivado el 6 de septiembre de 2015 en Wayback Machine.                                          | Atalanta      | Giuseppe Meazza                     | 23 de agosto | 20:45 |
| Palermo        | 1 - 0 Archivado el 28 de agosto de 2015 en Wayback Machine.                                             | Genoa         | Renzo Barbera                       | 23 de agosto | 20:45 |
| Sampdoria      | 5 - 2 Archivado el 31 de agosto de 2015 en Wayback Machine.                                             | Carpi         | Luigi Ferraris                      | 23 de agosto | 20:45 |
| Sassuolo       | 2 - 1 Archivado el 20 de septiembre de 2016 en Wayback Machine.                                         | Napoli        | MAPEI Stadium - Città del Tricolore | 23 de agosto | 20:45 |

| Bologna       | 0 - 1 Archivado el 31 de agosto de 2015 en Wayback Machine.                                             | Sassuolo       | Renato dall'Ara         | 29 de agosto | 18:00 |
| Milan         | 2 - 1 Archivado el 31 de agosto de 2015 en Wayback Machine.                                             | Empoli         | San Siro                | 29 de agosto | 20:45 |
| Roma          | 2 - 1 (enlace roto disponible en Internet Archive; véase el historial, la primera versión y la última). | Juventus       | Olímpico de Roma        | 30 de agosto | 18:00 |
| Atalanta      | 2 - 0 Archivado el 1 de septiembre de 2015 en Wayback Machine.                                          | Frosinone      | Atleti Azzurri d'Italia | 30 de agosto | 20:45 |
| Carpi         | 1 - 2 Archivado el 1 de septiembre de 2015 en Wayback Machine.                                          | Internazionale | Sandro Cabassi          | 30 de agosto | 20:45 |
| Chievo Verona | 4 - 0 Archivado el 1 de septiembre de 2015 en Wayback Machine.                                          | Lazio          | Marcantonio Bentegodi   | 30 de agosto | 20:45 |
| Genoa         | 2 - 0 Archivado el 1 de septiembre de 2015 en Wayback Machine.                                          | Hellas Verona  | Luigi Ferraris          | 30 de agosto | 20:45 |
| Napoli        | 2 - 2 Archivado el 1 de septiembre de 2015 en Wayback Machine.                                          | Sampdoria      | San Paolo               | 30 de agosto | 20:45 |
| Torino        | 3 - 1 Archivado el 1 de septiembre de 2015 en Wayback Machine.                                          | Fiorentina     | Olímpico de Turín       | 30 de agosto | 20:45 |
| Udinese       | 0 - 1 Archivado el 1 de septiembre de 2015 en Wayback Machine.                                          | Palermo        | Friuli                  | 30 de agosto | 20:45 |

| Fiorentina     | 1 - 0 Archivado el 16 de septiembre de 2015 en Wayback Machine. | Genoa         | Artemio Franchi                     | 12 de septiembre | 18:00 |
| Frosinone      | 0 - 2 Archivado el 16 de septiembre de 2015 en Wayback Machine. | Roma          | Comunale Matusa                     | 12 de septiembre | 18:00 |
| Juventus       | 1 - 1 Archivado el 16 de septiembre de 2015 en Wayback Machine. | Chievo Verona | Juventus Stadium                    | 12 de septiembre | 20:45 |
| Hellas Verona  | 2 - 2 Archivado el 16 de septiembre de 2015 en Wayback Machine. | Torino        | Marcantonio Bentegodi               | 13 de septiembre | 12:30 |
| Palermo        | 2 - 2 Archivado el 16 de septiembre de 2015 en Wayback Machine. | Carpi         | Renzo Barbera                       | 13 de septiembre | 15:00 |
| Sassuolo       | 2 - 2 Archivado el 16 de septiembre de 2015 en Wayback Machine. | Atalanta      | MAPEI Stadium - Città del Tricolore | 13 de septiembre | 15:00 |
| Empoli         | 2 - 2 Archivado el 18 de septiembre de 2015 en Wayback Machine. | Napoli        | Carlo Castellani                    | 13 de septiembre | 15:00 |
| Lazio          | 2 - 0 Archivado el 18 de septiembre de 2015 en Wayback Machine. | Udinese       | Olímpico de Roma                    | 13 de septiembre | 18:00 |
| Internazionale | 1 - 0 Archivado el 4 de marzo de 2016 en Wayback Machine.       | Milan         | Giuseppe Meazza                     | 13 de septiembre | 20:45 |
| Sampdoria      | 2 - 0 Archivado el 18 de septiembre de 2015 en Wayback Machine. | Bologna       | Luigi Ferraris                      | 14 de septiembre | 20:45 |

| Udinese       | 1 - 2 Archivado el 22 de septiembre de 2015 en Wayback Machine.                                         | Empoli         | Friuli                  | 19 de septiembre | 18:00 |
| Milan         | 3 - 2 Archivado el 12 de mayo de 2016 en Wayback Machine.                                               | Palermo        | San Siro                | 19 de septiembre | 20:45 |
| Chievo Verona | 0 - 1 (enlace roto disponible en Internet Archive; véase el historial, la primera versión y la última). | Internazionale | Marcantonio Bentegodi   | 20 de septiembre | 12:30 |
| Roma          | 2 - 2 Archivado el 28 de agosto de 2017 en Wayback Machine.                                             | Sassuolo       | Olímpico de Roma        | 20 de septiembre | 15:00 |
| Bologna       | 1 - 0 Archivado el 25 de septiembre de 2015 en Wayback Machine.                                         | Frosinone      | Renato Dall'Ara         | 20 de septiembre | 15:00 |
| Torino        | 2 - 0 Archivado el 22 de septiembre de 2015 en Wayback Machine.                                         | Sampdoria      | Olímpico de Turín       | 20 de septiembre | 15:00 |
| Atalanta      | 1 - 1 Archivado el 23 de septiembre de 2015 en Wayback Machine.                                         | Hellas Verona  | Atleti Azzurri d'Italia | 20 de septiembre | 15:00 |
| Genoa         | 0 - 2 Archivado el 22 de septiembre de 2015 en Wayback Machine.                                         | Juventus       | Luigi Ferraris          | 20 de septiembre | 15:00 |
| Carpi         | 0 - 1 Archivado el 25 de septiembre de 2015 en Wayback Machine.                                         | Fiorentina     | Sandro Cabassi          | 20 de septiembre | 18:00 |
| Napoli        | 5 - 0 Archivado el 25 de septiembre de 2015 en Wayback Machine.                                         | Lazio          | San Paolo               | 20 de septiembre | 20:45 |

| Udinese        | 2 - 3 Archivado el 23 de septiembre de 2015 en Wayback Machine. | Milan         | Friuli                | 22 de septiembre | 20:45 |
| Fiorentina     | 2 - 0 Archivado el 25 de septiembre de 2015 en Wayback Machine. | Bologna       | Artemio Franchi       | 23 de septiembre | 20:45 |
| Internazionale | 1 - 0 Archivado el 25 de septiembre de 2015 en Wayback Machine. | Hellas Verona | Giuseppe Meazza       | 23 de septiembre | 20:45 |
| Juventus       | 1 - 1 Archivado el 25 de septiembre de 2015 en Wayback Machine. | Frosinone     | Juventus Stadium      | 23 de septiembre | 20:45 |
| Lazio          | 2 - 0 Archivado el 25 de septiembre de 2015 en Wayback Machine. | Genoa         | Olímpico de Roma      | 23 de septiembre | 20:45 |
| Sampdoria      | 2 - 1 Archivado el 25 de septiembre de 2015 en Wayback Machine. | Roma          | Luigi Ferraris        | 23 de septiembre | 20:45 |
| Chievo Verona  | 1 - 0 Archivado el 29 de octubre de 2015 en Wayback Machine.    | Torino        | Marcantonio Bentegodi | 23 de septiembre | 20:45 |
| Palermo        | 0 - 1 Archivado el 25 de septiembre de 2015 en Wayback Machine. | Sassuolo      | Renzo Barbera         | 23 de septiembre | 20:45 |
| Carpi          | 0 - 0 Archivado el 25 de septiembre de 2015 en Wayback Machine. | Napoli        | Sandro Cabassi        | 23 de septiembre | 20:45 |
| Empoli         | 0 - 1 Archivado el 27 de septiembre de 2015 en Wayback Machine. | Atalanta      | Carlo Castellani      | 24 de septiembre | 20:45 |

| Roma           | 5 - 1 Archivado el 27 de septiembre de 2015 en Wayback Machine. | Carpi         | Olímpico de Roma                    | 26 de septiembre | 18:00 |
| Napoli         | 2 - 1 Archivado el 27 de septiembre de 2015 en Wayback Machine. | Juventus      | San Paolo                           | 26 de septiembre | 20:45 |
| Genoa          | 1 - 0 Archivado el 27 de septiembre de 2015 en Wayback Machine. | Milan         | Luigi Ferraris                      | 27 de septiembre | 12:30 |
| Bologna        | 1 - 2 Archivado el 27 de septiembre de 2015 en Wayback Machine. | Udinese       | Renato Dall'Ara                     | 27 de septiembre | 15:00 |
| Hellas Verona  | 1 - 2 Archivado el 27 de septiembre de 2015 en Wayback Machine. | Lazio         | Marcantonio Bentegodi               | 27 de septiembre | 15:00 |
| Torino         | 2 - 1 Archivado el 27 de septiembre de 2015 en Wayback Machine. | Palermo       | Olímpico de Turín                   | 27 de septiembre | 15:00 |
| Sassuolo       | 1 - 1 Archivado el 27 de septiembre de 2015 en Wayback Machine. | Chievo Verona | MAPEI Stadium - Città del Tricolore | 27 de septiembre | 15:00 |
| Internazionale | 1 - 4 Archivado el 1 de noviembre de 2016 en Wayback Machine.   | Fiorentina    | Giuseppe Meazza                     | 27 de septiembre | 20:45 |
| Frosinone      | 2 - 0 Archivado el 1 de octubre de 2015 en Wayback Machine.     | Empoli        | Comunale Matusa                     | 28 de septiembre | 19:00 |
| Atalanta       | 2 - 1 Archivado el 2 de octubre de 2015 en Wayback Machine.     | Sampdoria     | Atleti Azzurri d'Italia             | 28 de septiembre | 20:45 |

| Carpi         | 2 - 1 Archivado el 8 de octubre de 2015 en Wayback Machine. | Torino         | Sandro Cabassi        | 3 de octubre | 18:00 |
| Chievo Verona | 1 - 1 Archivado el 8 de octubre de 2015 en Wayback Machine. | Hellas Verona  | Marcantonio Bentegodi | 3 de octubre | 20:45 |
| Empoli        | 1 - 0 Archivado el 8 de octubre de 2015 en Wayback Machine. | Sassuolo       | Carlo Castellani      | 4 de octubre | 12:30 |
| Udinese       | 1 - 1 Archivado el 8 de octubre de 2015 en Wayback Machine. | Genoa          | Friuli                | 4 de octubre | 15:00 |
| Sampdoria     | 1 - 1 Archivado el 7 de octubre de 2015 en Wayback Machine. | Internazionale | Luigi Ferraris        | 4 de octubre | 15:00 |
| Palermo       | 2 - 4 Archivado el 7 de octubre de 2015 en Wayback Machine. | Roma           | Renzo Barbera         | 4 de octubre | 15:00 |
| Juventus      | 3 - 1 Archivado el 9 de octubre de 2015 en Wayback Machine. | Bologna        | Juventus Stadium      | 4 de octubre | 18:00 |
| Lazio         | 2 - 0 Archivado el 8 de octubre de 2015 en Wayback Machine. | Frosinone      | Olímpico de Roma      | 4 de octubre | 18:00 |
| Milan         | 0 - 4 Archivado el 7 de octubre de 2015 en Wayback Machine. | Napoli         | San Siro              | 4 de octubre | 20:45 |
| Fiorentina    | 3 - 0 Archivado el 8 de octubre de 2015 en Wayback Machine. | Atalanta       | Artemio Franchi       | 4 de octubre | 20:45 |

| Roma           | 3 - 1 Archivado el 22 de octubre de 2015 en Wayback Machine. | Empoli        | Olímpico de Roma                    | 17 de octubre | 18:00 |
| Torino         | 1 - 1 Archivado el 20 de octubre de 2015 en Wayback Machine. | Milan         | Olímpico de Turín                   | 17 de octubre | 20:45 |
| Bologna        | 0 - 1 Archivado el 22 de octubre de 2015 en Wayback Machine. | Palermo       | Renato Dall'Ara                     | 18 de octubre | 12:30 |
| Napoli         | 2 - 1 Archivado el 20 de octubre de 2015 en Wayback Machine. | Fiorentina    | San Paolo                           | 18 de octubre | 15:00 |
| Atalanta       | 3 - 0 Archivado el 22 de octubre de 2015 en Wayback Machine. | Carpi         | Atleti Azzurri d'Italia             | 18 de octubre | 15:00 |
| Hellas Verona  | 1 - 1 Archivado el 20 de octubre de 2015 en Wayback Machine. | Udinese       | Marcantonio Bentegodi               | 18 de octubre | 15:00 |
| Genoa          | 3 - 2 Archivado el 22 de octubre de 2015 en Wayback Machine. | Chievo Verona | Luigi Ferraris                      | 18 de octubre | 15:00 |
| Sassuolo       | 2 - 1 Archivado el 22 de octubre de 2015 en Wayback Machine. | Lazio         | MAPEI Stadium - Città del Tricolore | 18 de octubre | 15:00 |
| Frosinone      | 2 - 0 Archivado el 22 de octubre de 2015 en Wayback Machine. | Sampdoria     | Comunale Matusa                     | 18 de octubre | 15:00 |
| Internazionale | 0 - 0 Archivado el 22 de octubre de 2015 en Wayback Machine. | Juventus      | Giuseppe Meazza                     | 18 de octubre | 20:45 |

| Empoli        | 2 - 0 Archivado el 27 de octubre de 2015 en Wayback Machine. | Genoa          | Carlo Castellani      | 24 de octubre | 15:00 |
| Carpi         | 1 - 2 Archivado el 27 de octubre de 2015 en Wayback Machine. | Bologna        | Sandro Cabassi        | 24 de octubre | 18:00 |
| Palermo       | 1 - 1 Archivado el 27 de octubre de 2015 en Wayback Machine. | Internazionale | Renzo Barbera         | 24 de octubre | 20:45 |
| Sampdoria     | 4 - 1 Archivado el 27 de octubre de 2015 en Wayback Machine. | Hellas Verona  | Luigi Ferraris        | 25 de octubre | 12:30 |
| Milan         | 2 - 1 Archivado el 27 de octubre de 2015 en Wayback Machine. | Sassuolo       | San Siro              | 25 de octubre | 15:00 |
| Udinese       | 1 - 0 Archivado el 27 de octubre de 2015 en Wayback Machine. | Frosinone      | Friuli                | 25 de octubre | 15:00 |
| Juventus      | 2 - 0 Archivado el 27 de octubre de 2015 en Wayback Machine. | Atalanta       | Juventus Stadium      | 25 de octubre | 15:00 |
| Fiorentina    | 1 - 2 Archivado el 27 de octubre de 2015 en Wayback Machine. | Roma           | Artemio Franchi       | 25 de octubre | 18:00 |
| Lazio         | 3 - 0 Archivado el 27 de octubre de 2015 en Wayback Machine. | Torino         | Olímpico de Roma      | 25 de octubre | 18:00 |
| Chievo Verona | 0 - 1 Archivado el 27 de octubre de 2015 en Wayback Machine. | Napoli         | Marcantonio Bentegodi | 25 de octubre | 20:45 |

| Bologna       | 0 - 1 Archivado el 2 de noviembre de 2015 en Wayback Machine. | Internazionale | Renato Dall'Ara                     | 27 de octubre | 20:45 |
| Torino        | 3 - 3 Archivado el 2 de noviembre de 2015 en Wayback Machine. | Genoa          | Olímpico de Turín                   | 28 de octubre | 20:45 |
| Hellas Verona | 0 - 2 Archivado el 2 de noviembre de 2015 en Wayback Machine. | Fiorentina     | Marcantonio Bentegodi               | 28 de octubre | 20:45 |
| Atalanta      | 2 - 1 Archivado el 2 de noviembre de 2015 en Wayback Machine. | Lazio          | Atleti Azzurri d'Italia             | 28 de octubre | 20:45 |
| Sassuolo      | 1 - 0 Archivado el 24 de agosto de 2016 en Wayback Machine.   | Juventus       | MAPEI Stadium - Città del Tricolore | 28 de octubre | 20:45 |
| Roma          | 3 - 1 Archivado el 30 de octubre de 2015 en Wayback Machine.  | Udinese        | Olímpico de Roma                    | 28 de octubre | 20:45 |
| Frosinone     | 2 - 1 Archivado el 2 de noviembre de 2015 en Wayback Machine. | Carpi          | Comunale Matusa                     | 28 de octubre | 20:45 |
| Milan         | 1 - 0 Archivado el 2 de noviembre de 2015 en Wayback Machine. | Chievo Verona  | San Siro                            | 28 de octubre | 20:45 |
| Napoli        | 2 - 0 Archivado el 2 de noviembre de 2015 en Wayback Machine. | Palermo        | San Paolo                           | 28 de octubre | 20:45 |
| Sampdoria     | 1 - 1 Archivado el 2 de noviembre de 2015 en Wayback Machine. | Empoli         | Luigi Ferraris                      | 29 de octubre | 20:45 |

| Juventus       | 2 - 1 Archivado el 2 de noviembre de 2015 en Wayback Machine.                                           | Torino        | Juventus Stadium      | 31 de octubre  | 18:00 |
| Internazionale | 1 - 0 Archivado el 2 de noviembre de 2015 en Wayback Machine.                                           | Roma          | Giuseppe Meazza       | 31 de octubre  | 20:45 |
| Fiorentina     | 4 - 1 Archivado el 6 de noviembre de 2015 en Wayback Machine.                                           | Frosinone     | Artemio Franchi       | 1 de noviembre | 12:30 |
| Carpi          | 0 - 0 Archivado el 6 de noviembre de 2015 en Wayback Machine.                                           | Hellas Verona | Sandro Cabassi        | 1 de noviembre | 15:00 |
| Udinese        | 0 - 0 (enlace roto disponible en Internet Archive; véase el historial, la primera versión y la última). | Sassuolo      | Friuli                | 1 de noviembre | 15:00 |
| Bologna        | 3 - 0 Archivado el 6 de noviembre de 2015 en Wayback Machine.                                           | Atalanta      | Renato Dall'Ara       | 1 de noviembre | 15:00 |
| Genoa          | 0 - 0 (enlace roto disponible en Internet Archive; véase el historial, la primera versión y la última). | Napoli        | Luigi Ferraris        | 1 de noviembre | 15:00 |
| Lazio          | 1 - 3 (enlace roto disponible en Internet Archive; véase el historial, la primera versión y la última). | Milan         | Olímpico de Roma      | 1 de noviembre | 20:45 |
| Chievo Verona  | 1 - 1 Archivado el 6 de noviembre de 2015 en Wayback Machine.                                           | Sampdoria     | Marcantonio Bentegodi | 2 de noviembre | 19:00 |
| Palermo        | 0 - 1 Archivado el 5 de noviembre de 2015 en Wayback Machine.                                           | Empoli        | Renzo Barbera         | 2 de noviembre | 21:00 |

| Hellas Verona | 0 - 2 Archivado el 10 de noviembre de 2015 en Wayback Machine.                                          | Bologna        | Marcantonio Bentegodi               | 7 de noviembre | 18:00 |
| Milan         | 0 - 0 (enlace roto disponible en Internet Archive; véase el historial, la primera versión y la última). | Atalanta       | San Siro                            | 7 de noviembre | 20:45 |
| Torino        | 0 - 1 Archivado el 12 de noviembre de 2015 en Wayback Machine.                                          | Internazionale | Olímpico de Turín                   | 8 de noviembre | 12:30 |
| Empoli        | 1 - 3 Archivado el 12 de noviembre de 2015 en Wayback Machine.                                          | Juventus       | Carlo Castellani                    | 8 de noviembre | 15:00 |
| Frosinone     | 2 - 2 Archivado el 25 de noviembre de 2015 en Wayback Machine.                                          | Genoa          | Comunale Matusa                     | 8 de noviembre | 15:00 |
| Palermo       | 1 - 0 (enlace roto disponible en Internet Archive; véase el historial, la primera versión y la última). | Chievo Verona  | Renzo Barbera                       | 8 de noviembre | 15:00 |
| Roma          | 2 - 0 Archivado el 12 de noviembre de 2015 en Wayback Machine.                                          | Lazio          | Olímpico de Roma                    | 8 de noviembre | 15:00 |
| Sassuolo      | 1 - 0 Archivado el 27 de agosto de 2017 en Wayback Machine.                                             | Carpi          | MAPEI Stadium - Città del Tricolore | 8 de noviembre | 15:00 |
| Napoli        | 1 - 0 Archivado el 12 de noviembre de 2015 en Wayback Machine.                                          | Udinese        | San Paolo                           | 8 de noviembre | 18:00 |
| Sampdoria     | 0 - 2 Archivado el 11 de diciembre de 2015 en Wayback Machine.                                          | Fiorentina     | Luigi Ferraris                      | 8 de noviembre | 20:45 |

| Bologna        | 2 - 2 Archivado el 17 de noviembre de 2015 en Wayback Machine. | Roma          | Renato Dall'Ara         | 21 de noviembre | 18:00 |
| Juventus       | 1 - 0 Archivado el 17 de noviembre de 2015 en Wayback Machine. | Milan         | Juventus Stadium        | 21 de noviembre | 20:45 |
| Hellas Verona  | 0 - 2 Archivado el 17 de noviembre de 2015 en Wayback Machine. | Napoli        | Marcantonio Bentegodi   | 22 de noviembre | 12:30 |
| Atalanta       | 0 - 1 Archivado el 17 de noviembre de 2015 en Wayback Machine. | Torino        | Atleti Azzurri d'Italia | 22 de noviembre | 15:00 |
| Carpi          | 1 - 2 Archivado el 17 de noviembre de 2015 en Wayback Machine. | Chievo Verona | Sandro Cabassi          | 22 de noviembre | 15:00 |
| Fiorentina     | 2 - 2 Archivado el 17 de noviembre de 2015 en Wayback Machine. | Empoli        | Artemio Franchi         | 22 de noviembre | 15:00 |
| Genoa          | 2 - 1 Archivado el 17 de noviembre de 2015 en Wayback Machine. | Sassuolo      | Luigi Ferraris          | 22 de noviembre | 15:00 |
| Lazio          | 1 - 1 Archivado el 17 de noviembre de 2015 en Wayback Machine. | Palermo       | Olímpico de Roma        | 22 de noviembre | 15:00 |
| Udinese        | 1 - 0 Archivado el 17 de noviembre de 2015 en Wayback Machine. | Sampdoria     | Friuli                  | 22 de noviembre | 15:00 |
| Internazionale | 4 - 0 Archivado el 26 de noviembre de 2015 en Wayback Machine. | Frosinone     | Giuseppe Meazza         | 22 de noviembre | 20:45 |

| Torino        | 2 - 0 Archivado el 27 de noviembre de 2015 en Wayback Machine. | Bologna        | Olímpico de Turín                   | 28 de noviembre | 18:00 |
| Milan         | 4 - 1 Archivado el 27 de noviembre de 2015 en Wayback Machine. | Sampdoria      | San Siro                            | 28 de noviembre | 20:45 |
| Chievo Verona | 2 - 3 Archivado el 27 de noviembre de 2015 en Wayback Machine. | Udinese        | Marcantonio Bentegodi               | 29 de noviembre | 15:00 |
| Frosinone     | 3 - 2 Archivado el 27 de noviembre de 2015 en Wayback Machine. | Hellas Verona  | Comunale Matusa                     | 29 de noviembre | 15:00 |
| Genoa         | 1 - 2 Archivado el 27 de noviembre de 2015 en Wayback Machine. | Carpi          | Luigi Ferraris                      | 29 de noviembre | 15:00 |
| Roma          | 0 - 2 Archivado el 27 de noviembre de 2015 en Wayback Machine. | Atalanta       | Olímpico de Roma                    | 29 de noviembre | 15:00 |
| Empoli        | 1 - 0 Archivado el 27 de noviembre de 2015 en Wayback Machine. | Lazio          | Carlo Castellani                    | 29 de noviembre | 18:00 |
| Palermo       | 0 - 3 Archivado el 27 de noviembre de 2015 en Wayback Machine. | Juventus       | Renzo Barbera                       | 29 de noviembre | 20:45 |
| Sassuolo      | 1 - 1 Archivado el 27 de noviembre de 2015 en Wayback Machine. | Fiorentina     | MAPEI Stadium - Città del Tricolore | 30 de noviembre | 19:00 |
| Napoli        | 2 - 1 Archivado el 27 de noviembre de 2015 en Wayback Machine. | Internazionale | San Paolo                           | 30 de noviembre | 21:00 |

| Lazio          | 0 - 2 Archivado el 6 de diciembre de 2015 en Wayback Machine. | Juventus      | Olímpico de Roma        | 4 de diciembre | 20:45 |
| Torino         | 1 - 1 Archivado el 7 de diciembre de 2015 en Wayback Machine. | Roma          | Olímpico de Turín       | 5 de diciembre | 15:00 |
| Internazionale | 1 - 0 Archivado el 7 de diciembre de 2015 en Wayback Machine. | Genoa         | Giuseppe Meazza         | 5 de diciembre | 20:45 |
| Bologna        | 3 - 2 Archivado el 7 de diciembre de 2015 en Wayback Machine. | Napoli        | Renato Dall'Ara         | 6 de diciembre | 12:30 |
| Atalanta       | 3 - 0 Archivado el 7 de diciembre de 2015 en Wayback Machine. | Palermo       | Atleti Azzurri d'Italia | 6 de diciembre | 15:00 |
| Fiorentina     | 3 - 0 Archivado el 7 de diciembre de 2015 en Wayback Machine. | Udinese       | Artemio Franchi         | 6 de diciembre | 15:00 |
| Frosinone      | 0 - 2 Archivado el 7 de diciembre de 2015 en Wayback Machine. | Chievo Verona | Comunal Matusa          | 6 de diciembre | 15:00 |
| Hellas Verona  | 0 - 1 Archivado el 7 de diciembre de 2015 en Wayback Machine. | Empoli        | Marcantonio Bentegodi   | 6 de diciembre | 15:00 |
| Sampdoria      | 1 - 3 Archivado el 30 de agosto de 2017 en Wayback Machine.   | Sassuolo      | Luigi Ferraris          | 6 de diciembre | 18:00 |
| Carpi          | 0 - 0 Archivado el 8 de diciembre de 2015 en Wayback Machine. | Milan         | Sandro Cabassi          | 6 de diciembre | 20:45 |

| Genoa         | 0 - 1 (enlace roto disponible en Internet Archive; véase el historial, la primera versión y la última). | Bologna        | Luigi Ferraris                      | 12 de diciembre | 15:00 |
| Palermo       | 4 - 1 Archivado el 11 de diciembre de 2015 en Wayback Machine.                                          | Frosinone      | Renzo Barbera                       | 12 de diciembre | 18:00 |
| Udinese       | 0 - 4 Archivado el 11 de diciembre de 2015 en Wayback Machine.                                          | Internazionale | Friuli                              | 12 de diciembre | 20:45 |
| Chievo Verona | 1 - 0 Archivado el 11 de diciembre de 2015 en Wayback Machine.                                          | Atalanta       | Marcantonio Bentegodi               | 13 de diciembre | 15:00 |
| Empoli        | 3 - 0 Archivado el 11 de diciembre de 2015 en Wayback Machine.                                          | Carpi          | Carlo Castellani                    | 13 de diciembre | 15:00 |
| Milan         | 1 - 1 Archivado el 8 de diciembre de 2015 en Wayback Machine.                                           | Hellas Verona  | San Siro                            | 13 de diciembre | 15:00 |
| Napoli        | 0 - 0 Archivado el 11 de diciembre de 2015 en Wayback Machine.                                          | Roma           | San Paolo                           | 13 de diciembre | 18:00 |
| Juventus      | 3 - 1 Archivado el 11 de diciembre de 2015 en Wayback Machine.                                          | Fiorentina     | Juventus Stadium                    | 13 de diciembre | 20:45 |
| Lazio         | 1 - 1 Archivado el 11 de diciembre de 2015 en Wayback Machine.                                          | Sampdoria      | Olímpico de Roma                    | 14 de diciembre | 20:45 |
| Sassuolo      | 1 - 1 Archivado el 11 de diciembre de 2015 en Wayback Machine.                                          | Torino         | MAPEI Stadium - Città del Tricolore | 20 de enero     | 20:45 |

| Bologna        | 2 - 3 Archivado el 22 de diciembre de 2015 en Wayback Machine.                                          | Empoli        | Renato Dall'Ara         | 19 de diciembre | 20:45 |
| Carpi          | 2 - 3 (enlace roto disponible en Internet Archive; véase el historial, la primera versión y la última). | Juventus      | Sandro Cabassi          | 20 de diciembre | 12:30 |
| Atalanta       | 1 - 3 Archivado el 22 de diciembre de 2015 en Wayback Machine.                                          | Napoli        | Atleti Azzurri d'Italia | 20 de diciembre | 15:00 |
| Fiorentina     | 2 - 0 Archivado el 22 de diciembre de 2015 en Wayback Machine.                                          | Chievo Verona | Artemio Franchi         | 20 de diciembre | 15:00 |
| Hellas Verona  | 1 - 1 Archivado el 22 de diciembre de 2015 en Wayback Machine.                                          | Sassuolo      | Marcantonio Bentegodi   | 20 de diciembre | 15:00 |
| Roma           | 2 - 0 Archivado el 24 de diciembre de 2015 en Wayback Machine.                                          | Genoa         | Olímpico de Roma        | 20 de diciembre | 15:00 |
| Frosinone      | 2 - 4 Archivado el 8 de diciembre de 2015 en Wayback Machine.                                           | Milan         | Comunal Matusa          | 20 de diciembre | 18:00 |
| Sampdoria      | 2 - 0 Archivado el 22 de diciembre de 2015 en Wayback Machine.                                          | Palermo       | Luigi Ferraris          | 20 de diciembre | 18:00 |
| Torino         | 0 - 1 Archivado el 22 de diciembre de 2015 en Wayback Machine.                                          | Udinese       | Olímpico de Turín       | 20 de diciembre | 18:00 |
| Internazionale | 1 - 2 Archivado el 22 de diciembre de 2015 en Wayback Machine.                                          | Lazio         | Giuseppe Meazza         | 20 de diciembre | 20:45 |

| Genoa         | 2 - 3 Archivado el 7 de enero de 2016 en Wayback Machine.     | Sampdoria      | Luigi Ferraris                      | 5 de enero | 20:45 |
| Udinese       | 2 - 1 Archivado el 28 de agosto de 2017 en Wayback Machine.   | Atalanta       | Friuli                              | 6 de enero | 12:30 |
| Chievo Verona | 3 - 3 Archivado el 26 de enero de 2016 en Wayback Machine.    | Roma           | Marcantonio Bentegodi               | 6 de enero | 15:00 |
| Juventus      | 3 - 0 Archivado el 14 de enero de 2016 en Wayback Machine.    | Hellas Verona  | Juventus Stadium                    | 6 de enero | 15:00 |
| Lazio         | 0 - 0 Archivado el 4 de marzo de 2016 en Wayback Machine.     | Carpi          | Olímpico de Roma                    | 6 de enero | 15:00 |
| Milan         | 0 - 1 Archivado el 8 de diciembre de 2015 en Wayback Machine. | Bologna        | San Siro                            | 6 de enero | 15:00 |
| Palermo       | 1 - 3 Archivado el 9 de enero de 2016 en Wayback Machine.     | Fiorentina     | Renzo Barbera                       | 6 de enero | 15:00 |
| Sassuolo      | 2 - 2 Archivado el 9 de enero de 2016 en Wayback Machine.     | Frosinone      | MAPEI Stadium - Città del Tricolore | 6 de enero | 15:00 |
| Empoli        | 0 - 1 Archivado el 4 de marzo de 2016 en Wayback Machine.     | Internazionale | Carlo Castellani                    | 6 de enero | 18:00 |
| Napoli        | 2 - 1 Archivado el 8 de enero de 2016 en Wayback Machine.     | Torino         | San Paolo                           | 6 de enero | 20:45 |

| Carpi          | 2 - 1 Archivado el 10 de enero de 2016 en Wayback Machine.      | Udinese       | Sandro Cabassi          | 9 de enero  | 15:00 |
| Fiorentina     | 1 - 3                                                           | Lazio         | Artemio Franchi         | 9 de enero  | 18:00 |
| Roma           | 1 - 1 Archivado el 12 de enero de 2016 en Wayback Machine.      | Milan         | Olímpico de Roma        | 9 de enero  | 20:45 |
| Internazionale | 0 - 1 Archivado el 20 de septiembre de 2016 en Wayback Machine. | Sassuolo      | Giuseppe Meazza         | 10 de enero | 12:30 |
| Atalanta       | 0 - 2 Archivado el 12 de enero de 2016 en Wayback Machine.      | Genoa         | Atleti Azzurri d'Italia | 10 de enero | 15:00 |
| Bologna        | 0 - 1 Archivado el 12 de enero de 2016 en Wayback Machine.      | Chievo Verona | Renato Dall'Ara         | 10 de enero | 15:00 |
| Frosinone      | 1 - 5 Archivado el 12 de enero de 2016 en Wayback Machine.      | Napoli        | Comunal Matusa          | 10 de enero | 15:00 |
| Hellas Verona  | 0 - 1 Archivado el 14 de enero de 2016 en Wayback Machine.      | Palermo       | Marcantonio Bentegodi   | 10 de enero | 15:00 |
| Torino         | 0 - 1 Archivado el 12 de enero de 2016 en Wayback Machine.      | Empoli        | Olímpico de Turín       | 10 de enero | 15:00 |
| Sampdoria      | 1 - 2 Archivado el 12 de enero de 2016 en Wayback Machine.      | Juventus      | Luigi Ferraris          | 10 de enero | 20:45 |

### Segunda vuelta
| Atalanta      | 1 - 1 Archivado el 17 de enero de 2016 en Wayback Machine. | Internazionale | Atleti Azzurri d'Italia | 16 de enero | 15:00 |
| Torino        | 4 - 2 Archivado el 18 de enero de 2016 en Wayback Machine. | Frosinone      | Olímpico de Turín       | 16 de enero | 18:00 |
| Napoli        | 3 - 1 Archivado el 17 de enero de 2016 en Wayback Machine. | Sassuolo       | San Paolo               | 16 de enero | 20:45 |
| Genoa         | 4 - 0 Archivado el 19 de enero de 2016 en Wayback Machine. | Palermo        | Luigi Ferraris          | 17 de enero | 12:30 |
| Bologna       | 2 - 2 Archivado el 20 de enero de 2016 en Wayback Machine. | Lazio          | Renato Dall'Ara         | 17 de enero | 15:00 |
| Carpi         | 2 - 1 Archivado el 19 de enero de 2016 en Wayback Machine. | Sampdoria      | Sandro Cabassi          | 17 de enero | 15:00 |
| Chievo Verona | 1 - 1 Archivado el 20 de enero de 2016 en Wayback Machine. | Empoli         | Marcantonio Bentegodi   | 17 de enero | 15:00 |
| Roma          | 1 - 1 Archivado el 20 de enero de 2016 en Wayback Machine. | Hellas Verona  | Olímpico de Roma        | 17 de enero | 15:00 |
| Udinese       | 0 - 4 Archivado el 19 de enero de 2016 en Wayback Machine. | Juventus       | Friuli                  | 17 de enero | 15:00 |
| Milan         | 2 - 0 Archivado el 20 de enero de 2016 en Wayback Machine. | Fiorentina     | San Siro                | 17 de enero | 20:45 |

| Frosinone      | 0 - 0 Archivado el 24 de enero de 2016 en Wayback Machine. | Atalanta      | Comunal Matusa                      | 23 de enero | 18:00 |
| Empoli         | 2 - 2 Archivado el 24 de enero de 2016 en Wayback Machine. | Milan         | Carlo Castellani                    | 23 de enero | 20:45 |
| Fiorentina     | 2 - 0 Archivado el 27 de enero de 2016 en Wayback Machine. | Torino        | Artemio Franchi                     | 24 de enero | 12:30 |
| Hellas Verona  | 1 - 1 Archivado el 27 de enero de 2016 en Wayback Machine. | Genoa         | Marcantonio Bentegodi               | 24 de enero | 15:00 |
| Internazionale | 1 - 1 Archivado el 27 de enero de 2016 en Wayback Machine. | Carpi         | Giuseppe Meazza                     | 24 de enero | 15:00 |
| Lazio          | 4 - 1 Archivado el 27 de enero de 2016 en Wayback Machine. | Chievo Verona | Olímpico de Roma                    | 24 de enero | 15:00 |
| Palermo        | 4 - 1 Archivado el 27 de enero de 2016 en Wayback Machine. | Udinese       | Renzo Barbera                       | 24 de enero | 15:00 |
| Sampdoria      | 2 - 4 Archivado el 27 de enero de 2016 en Wayback Machine. | Napoli        | Luigi Ferraris                      | 24 de enero | 15:00 |
| Sassuolo       | 0 - 2 Archivado el 27 de enero de 2016 en Wayback Machine. | Bologna       | MAPEI Stadium - Città del Tricolore | 24 de enero | 15:00 |
| Juventus       | 1 - 0 Archivado el 27 de enero de 2016 en Wayback Machine. | Roma          | Juventus Stadium                    | 24 de enero | 20:45 |

| Carpi         | 1 - 1 Archivado el 1 de febrero de 2016 en Wayback Machine. | Palermo        | Sandro Cabassi          | 30 de enero | 15:00 |
| Atalanta      | 1 - 1 Archivado el 4 de febrero de 2016 en Wayback Machine. | Sassuolo       | Atleti Azzurri d'Italia | 30 de enero | 18:00 |
| Roma          | 3 - 1 Archivado el 1 de febrero de 2016 en Wayback Machine. | Frosinone      | Olímpico de Roma        | 30 de enero | 20:45 |
| Chievo Verona | 0 - 4 Archivado el 2 de febrero de 2016 en Wayback Machine. | Juventus       | Marcantonio Bentegodi   | 31 de enero | 12:30 |
| Bologna       | 3 - 2 Archivado el 2 de febrero de 2016 en Wayback Machine. | Sampdoria      | Renato Dall'Ara         | 31 de enero | 15:00 |
| Genoa         | 0 - 0 Archivado el 2 de febrero de 2016 en Wayback Machine. | Fiorentina     | Luigi Ferraris          | 31 de enero | 15:00 |
| Napoli        | 5 - 1 Archivado el 2 de febrero de 2016 en Wayback Machine. | Empoli         | San Paolo               | 31 de enero | 15:00 |
| Torino        | 0 - 0 Archivado el 4 de febrero de 2016 en Wayback Machine. | Hellas Verona  | Olímpico de Turín       | 31 de enero | 15:00 |
| Udinese       | 0 - 0 Archivado el 2 de febrero de 2016 en Wayback Machine. | Lazio          | Friuli                  | 31 de enero | 15:00 |
| Milan         | 3 - 0 Archivado el 4 de marzo de 2016 en Wayback Machine.   | Internazionale | San Siro                | 31 de enero | 20:45 |

| Sassuolo       | 0 - 2 Archivado el 6 de febrero de 2016 en Wayback Machine. | Roma          | MAPEI Stadium - Città del Tricolore | 2 de febrero | 20:45 |
| Frosinone      | 1 - 0 Archivado el 6 de febrero de 2016 en Wayback Machine. | Bologna       | Comunal Matusa                      | 3 de febrero | 18:30 |
| Empoli         | 1 - 1 Archivado el 6 de febrero de 2016 en Wayback Machine. | Udinese       | Carlo Castellani                    | 3 de febrero | 20:45 |
| Fiorentina     | 2 - 1 Archivado el 6 de febrero de 2016 en Wayback Machine. | Carpi         | Artemio Franchi                     | 3 de febrero | 20:45 |
| Hellas Verona  | 2 - 1 Archivado el 6 de febrero de 2016 en Wayback Machine. | Atalanta      | Marcantonio Bentegodi               | 3 de febrero | 20:45 |
| Internazionale | 1 - 0 Archivado el 6 de febrero de 2016 en Wayback Machine. | Chievo Verona | Giuseppe Meazza                     | 3 de febrero | 20:45 |
| Juventus       | 1 - 0 Archivado el 6 de febrero de 2016 en Wayback Machine. | Genoa         | Juventus Stadium                    | 3 de febrero | 20:45 |
| Lazio          | 0 - 2 Archivado el 6 de febrero de 2016 en Wayback Machine. | Napoli        | Olímpico de Roma                    | 3 de febrero | 20:45 |
| Palermo        | 0 - 2 Archivado el 6 de febrero de 2016 en Wayback Machine. | Milan         | Renzo Barbera                       | 3 de febrero | 20:45 |
| Sampdoria      | 2 - 2 Archivado el 6 de febrero de 2016 en Wayback Machine. | Torino        | Luigi Ferraris                      | 3 de febrero | 20:45 |

| Bologna       | 1 - 1 (enlace roto disponible en Internet Archive; véase el historial, la primera versión y la última). | Fiorentina     | Renato Dall'Ara                     | 6 de febrero | 18:00 |
| Genoa         | 0 - 0 Archivado el 8 de febrero de 2016 en Wayback Machine.                                             | Lazio          | Luigi Ferraris                      | 6 de febrero | 20:45 |
| Hellas Verona | 3 - 3 Archivado el 6 de noviembre de 2016 en Wayback Machine.                                           | Internazionale | Marcantonio Bentegodi               | 7 de febrero | 12:30 |
| Frosinone     | 0 - 2 Archivado el 9 de febrero de 2016 en Wayback Machine.                                             | Juventus       | Comunal Matusa                      | 7 de febrero | 15:00 |
| Milan         | 1 - 1 Archivado el 9 de febrero de 2016 en Wayback Machine.                                             | Udinese        | San Siro                            | 7 de febrero | 15:00 |
| Napoli        | 1 - 0 Archivado el 9 de febrero de 2016 en Wayback Machine.                                             | Carpi          | San Paolo                           | 7 de febrero | 15:00 |
| Sassuolo      | 2 - 2 Archivado el 24 de mayo de 2016 en Wayback Machine.                                               | Palermo        | MAPEI Stadium - Città del Tricolore | 7 de febrero | 15:00 |
| Torino        | 1 - 2 Archivado el 9 de febrero de 2016 en Wayback Machine.                                             | Chievo Verona  | Olímpico de Turín                   | 7 de febrero | 15:00 |
| Atalanta      | 0 - 0 Archivado el 9 de febrero de 2016 en Wayback Machine.                                             | Empoli         | Atleti Azzurri d'Italia             | 7 de febrero | 18:00 |
| Roma          | 2 - 1 Archivado el 9 de febrero de 2016 en Wayback Machine.                                             | Sampdoria      | Olímpico de Roma                    | 7 de febrero | 20:45 |

| Lazio         | 5 - 2 Archivado el 15 de febrero de 2016 en Wayback Machine. | Hellas Verona  | Olímpico de Roma      | 11 de febrero | 20:45 |
| Carpi         | 1 - 3 Archivado el 14 de febrero de 2016 en Wayback Machine. | Roma           | Sandro Cabassi        | 12 de febrero | 20:45 |
| Empoli        | 1 - 2 Archivado el 17 de febrero de 2016 en Wayback Machine. | Frosinone      | Carlo Castellani      | 13 de febrero | 15:00 |
| Chievo Verona | 1 - 1 Archivado el 17 de febrero de 2016 en Wayback Machine. | Sassuolo       | Marcantonio Bentegodi | 13 de febrero | 18:00 |
| Juventus      | 1 - 0 Archivado el 15 de febrero de 2016 en Wayback Machine. | Napoli         | Juventus Stadium      | 13 de febrero | 20:45 |
| Milan         | 2 - 1 Archivado el 18 de febrero de 2016 en Wayback Machine. | Genoa          | San Siro              | 14 de febrero | 12:30 |
| Palermo       | 1 - 3 Archivado el 17 de febrero de 2016 en Wayback Machine. | Torino         | Renzo Barbera         | 14 de febrero | 15:00 |
| Sampdoria     | 0 - 0 Archivado el 18 de febrero de 2016 en Wayback Machine. | Atalanta       | Luigi Ferraris        | 14 de febrero | 15:00 |
| Udinese       | 0 - 1 Archivado el 18 de febrero de 2016 en Wayback Machine. | Bologna        | Friuli                | 14 de febrero | 15:00 |
| Fiorentina    | 2 - 1 Archivado el 18 de febrero de 2016 en Wayback Machine. | Internazionale | Artemio Franchi       | 14 de febrero | 20:45 |

| Bologna        | 0 - 0 Archivado el 21 de febrero de 2016 en Wayback Machine. | Juventus      | Renato Dall'Ara                     | 19 de febrero | 20:45 |
| Hellas Verona  | 3 - 1 Archivado el 21 de febrero de 2016 en Wayback Machine. | Chievo Verona | Marcantonio Bentegodi               | 20 de febrero | 18:00 |
| Internazionale | 3 - 1 Archivado el 21 de febrero de 2016 en Wayback Machine. | Sampdoria     | Giuseppe Meazza                     | 20 de febrero | 20:45 |
| Atalanta       | 2 - 3 Archivado el 27 de febrero de 2016 en Wayback Machine. | Fiorentina    | Atleti Azzurri d'Italia             | 21 de febrero | 15:00 |
| Genoa          | 2 - 1 Archivado el 23 de febrero de 2016 en Wayback Machine. | Udinese       | Luigi Ferraris                      | 21 de febrero | 15:00 |
| Sassuolo       | 3 - 2 Archivado el 22 de febrero de 2016 en Wayback Machine. | Empoli        | MAPEI Stadium - Città del Tricolore | 21 de febrero | 15:00 |
| Torino         | 0 - 0 Archivado el 22 de febrero de 2016 en Wayback Machine. | Carpi         | Olímpico de Turín                   | 21 de febrero | 15:00 |
| Frosinone      | 0 - 0 Archivado el 27 de febrero de 2016 en Wayback Machine. | Lazio         | Comunal Matusa                      | 21 de febrero | 18:00 |
| Roma           | 5 - 0 Archivado el 25 de febrero de 2016 en Wayback Machine. | Palermo       | Olímpico de Roma                    | 21 de febrero | 20:45 |
| Napoli         | 1 - 1 Archivado el 27 de febrero de 2016 en Wayback Machine. | Milan         | San Paolo                           | 22 de febrero | 21:00 |

| Empoli        | 1 - 3 Archivado el 1 de marzo de 2016 en Wayback Machine. | Roma           | Carlo Castellani      | 27 de febrero | 18:00 |
| Milan         | 1 - 0 Archivado el 2 de marzo de 2016 en Wayback Machine. | Torino         | San Siro              | 27 de febrero | 20:45 |
| Palermo       | 0 - 0 Archivado el 2 de marzo de 2016 en Wayback Machine. | Bologna        | Renzo Barbera         | 28 de febrero | 12:30 |
| Carpi         | 1 - 1 Archivado el 2 de marzo de 2016 en Wayback Machine. | Atalanta       | Sandro Cabassi        | 28 de febrero | 15:00 |
| Chievo Verona | 1 - 0 Archivado el 2 de marzo de 2016 en Wayback Machine. | Genoa          | Marcantonio Bentegodi | 28 de febrero | 15:00 |
| Sampdoria     | 2 - 0 Archivado el 2 de marzo de 2016 en Wayback Machine. | Frosinone      | Luigi Ferraris        | 28 de febrero | 15:00 |
| Udinese       | 2 - 0 Archivado el 2 de marzo de 2016 en Wayback Machine. | Hellas Verona  | Friuli                | 28 de febrero | 15:00 |
| Juventus      | 2 - 0 Archivado el 3 de marzo de 2016 en Wayback Machine. | Internazionale | Juventus Stadium      | 28 de febrero | 20:45 |
| Lazio         | 0 - 2 Archivado el 2 de marzo de 2016 en Wayback Machine. | Sassuolo       | Olímpico de Roma      | 29 de febrero | 19:00 |
| Fiorentina    | 1 - 1 Archivado el 2 de marzo de 2016 en Wayback Machine. | Napoli         | Artemio Franchi       | 29 de febrero | 21:00 |

| Roma           | 4 - 1 Archivado el 6 de marzo de 2016 en Wayback Machine. | Fiorentina    | Olímpico de Roma                    | 4 de marzo | 20:45 |
| Hellas Verona  | 0 - 3 Archivado el 7 de marzo de 2016 en Wayback Machine. | Sampdoria     | Marcantonio Bentegodi               | 5 de marzo | 18:00 |
| Napoli         | 3 - 1 Archivado el 7 de marzo de 2016 en Wayback Machine. | Chievo Verona | San Paolo                           | 5 de marzo | 20:45 |
| Torino         | 1 - 1 Archivado el 7 de marzo de 2016 en Wayback Machine. | Lazio         | Olímpico de Turín                   | 6 de marzo | 12:30 |
| Atalanta       | 0 - 2 Archivado el 7 de marzo de 2016 en Wayback Machine. | Juventus      | Atleti Azzurri d'Italia             | 6 de marzo | 15:00 |
| Bologna        | 0 - 0 Archivado el 7 de marzo de 2016 en Wayback Machine. | Carpi         | Renato Dall'Ara                     | 6 de marzo | 15:00 |
| Frosinone      | 2 - 0 Archivado el 7 de marzo de 2016 en Wayback Machine. | Udinese       | Comunal Matusa                      | 6 de marzo | 15:00 |
| Genoa          | 1 - 0 Archivado el 7 de marzo de 2016 en Wayback Machine. | Empoli        | Luigi Ferraris                      | 6 de marzo | 15:00 |
| Sassuolo       | 2 - 0 Archivado el 7 de marzo de 2016 en Wayback Machine. | Milan         | MAPEI Stadium - Città del Tricolore | 6 de marzo | 15:00 |
| Internazionale | 3 - 1 Archivado el 7 de marzo de 2016 en Wayback Machine. | Palermo       | Giuseppe Meazza                     | 6 de marzo | 20:45 |

| Juventus       | 1 - 0 Archivado el 11 de marzo de 2016 en Wayback Machine.                                              | Sassuolo      | Juventus Stadium      | 11 de marzo | 20:45 |
| Empoli         | 1 - 1 Archivado el 11 de marzo de 2016 en Wayback Machine.                                              | Sampdoria     | Carlo Castellani      | 12 de marzo | 18:00 |
| Internazionale | 2 - 1 Archivado el 11 de marzo de 2016 en Wayback Machine.                                              | Bologna       | Giuseppe Meazza       | 12 de marzo | 20:45 |
| Chievo Verona  | 0 - 0 Archivado el 11 de marzo de 2016 en Wayback Machine.                                              | Milan         | Marcantonio Bentegodi | 13 de marzo | 12:30 |
| Carpi          | 2 - 1 Archivado el 11 de marzo de 2016 en Wayback Machine.                                              | Frosinone     | Sandro Cabassi        | 13 de marzo | 15:00 |
| Fiorentina     | 1 - 1 Archivado el 11 de marzo de 2016 en Wayback Machine.                                              | Hellas Verona | Artemio Franchi       | 13 de marzo | 15:00 |
| Genoa          | 3 - 2 (enlace roto disponible en Internet Archive; véase el historial, la primera versión y la última). | Torino        | Luigi Ferraris        | 13 de marzo | 15:00 |
| Udinese        | 1 - 2 Archivado el 11 de marzo de 2016 en Wayback Machine.                                              | Roma          | Friuli                | 13 de marzo | 15:00 |
| Lazio          | 2 - 0 Archivado el 11 de marzo de 2016 en Wayback Machine.                                              | Atalanta      | Olímpico de Roma      | 13 de marzo | 20:45 |
| Palermo        | 0 - 1 Archivado el 11 de marzo de 2016 en Wayback Machine.                                              | Napoli        | Renzo Barbera         | 13 de marzo | 20:45 |

| Empoli        | 0 - 0 Archivado el 23 de marzo de 2016 en Wayback Machine.                                              | Palermo        | Carlo Castellani                    | 19 de marzo | 18:00 |
| Roma          | 1 - 1 Archivado el 23 de marzo de 2016 en Wayback Machine.                                              | Internazionale | Olímpico de Roma                    | 19 de marzo | 20:45 |
| Atalanta      | 2 - 0 Archivado el 23 de marzo de 2016 en Wayback Machine.                                              | Bologna        | Atleti Azzurri d'Italia             | 20 de marzo | 12:30 |
| Frosinone     | 0 - 0 Archivado el 23 de marzo de 2016 en Wayback Machine.                                              | Fiorentina     | Comunal Matusa                      | 20 de marzo | 15:00 |
| Hellas Verona | 1 - 2 Archivado el 23 de marzo de 2016 en Wayback Machine.                                              | Carpi          | Marcantonio Bentegodi               | 20 de marzo | 15:00 |
| Sampdoria     | 0 - 1 Archivado el 23 de marzo de 2016 en Wayback Machine.                                              | Chievo Verona  | Luigi Ferraris                      | 20 de marzo | 15:00 |
| Sassuolo      | 1 - 1 Archivado el 23 de marzo de 2016 en Wayback Machine.                                              | Udinese        | MAPEI Stadium - Città del Tricolore | 20 de marzo | 15:00 |
| Torino        | 1 - 4 Archivado el 11 de marzo de 2016 en Wayback Machine.                                              | Juventus       | Olímpico de Turín                   | 20 de marzo | 15:00 |
| Napoli        | 3 - 1 Archivado el 23 de marzo de 2016 en Wayback Machine.                                              | Genoa          | San Paolo                           | 20 de marzo | 18:00 |
| Milan         | 1 - 1 (enlace roto disponible en Internet Archive; véase el historial, la primera versión y la última). | Lazio          | San Siro                            | 20 de marzo | 20:45 |

| Carpi          | 1 - 3 Archivado el 6 de abril de 2016 en Wayback Machine.  | Sassuolo      | Sandro Cabassi          | 2 de abril | 18:00 |
| Juventus       | 1 - 0 Archivado el 6 de abril de 2016 en Wayback Machine.  | Empoli        | Juventus Stadium        | 2 de abril | 20:45 |
| Udinese        | 3 - 1 Archivado el 6 de abril de 2016 en Wayback Machine.  | Napoli        | Friuli                  | 3 de abril | 12:30 |
| Atalanta       | 2 - 1 Archivado el 6 de abril de 2016 en Wayback Machine.  | Milan         | Atleti Azzurri d'Italia | 3 de abril | 15:00 |
| Chievo Verona  | 3 - 1 Archivado el 6 de abril de 2016 en Wayback Machine.  | Palermo       | Marcantonio Bentegodi   | 3 de abril | 15:00 |
| Fiorentina     | 1 - 1 Archivado el 6 de abril de 2016 en Wayback Machine.  | Sampdoria     | Artemio Franchi         | 3 de abril | 15:00 |
| Genoa          | 4 - 0 Archivado el 22 de abril de 2016 en Wayback Machine. | Frosinone     | Luigi Ferraris          | 3 de abril | 15:00 |
| Lazio          | 1 - 4 Archivado el 6 de abril de 2016 en Wayback Machine.  | Roma          | Olímpico de Roma        | 3 de abril | 15:00 |
| Internazionale | 1 - 2 Archivado el 6 de abril de 2016 en Wayback Machine.  | Torino        | Giuseppe Meazza         | 3 de abril | 20:45 |
| Bologna        | 0 - 1 Archivado el 7 de abril de 2016 en Wayback Machine.  | Hellas Verona | Renato Dall'Ara         | 4 de abril | 20:45 |

| Frosinone     | 0 - 1 Archivado el 12 de abril de 2016 en Wayback Machine.                                              | Internazionale | Comunal Matusa                      | 9 de abril  | 15:00 |
| Chievo Verona | 1 - 0 Archivado el 12 de abril de 2016 en Wayback Machine.                                              | Carpi          | Marcantonio Bentegodi               | 9 de abril  | 18:00 |
| Sassuolo      | 0 - 1 Archivado el 12 de abril de 2016 en Wayback Machine.                                              | Genoa          | MAPEI Stadium - Città del Tricolore | 9 de abril  | 18:00 |
| Milan         | 1 - 2 Archivado el 12 de abril de 2016 en Wayback Machine.                                              | Juventus       | San Siro                            | 9 de abril  | 20:45 |
| Empoli        | 2 - 0 Archivado el 12 de abril de 2016 en Wayback Machine.                                              | Fiorentina     | Carlo Castellani                    | 10 de abril | 12:30 |
| Napoli        | 3 - 0 Archivado el 12 de abril de 2016 en Wayback Machine.                                              | Hellas Verona  | San Paolo                           | 10 de abril | 15:00 |
| Sampdoria     | 2 - 0 Archivado el 12 de abril de 2016 en Wayback Machine.                                              | Udinese        | Luigi Ferraris                      | 10 de abril | 15:00 |
| Torino        | 2 - 1 Archivado el 12 de abril de 2016 en Wayback Machine.                                              | Atalanta       | Olímpico de Turín                   | 10 de abril | 15:00 |
| Palermo       | 0 - 3 (enlace roto disponible en Internet Archive; véase el historial, la primera versión y la última). | Lazio          | Renzo Barbera                       | 10 de abril | 20:45 |
| Roma          | 1 - 1 Archivado el 12 de abril de 2016 en Wayback Machine.                                              | Bologna        | Olímpico de Roma                    | 11 de abril | 20:45 |

| Bologna        | 0 - 1 Archivado el 20 de abril de 2016 en Wayback Machine. | Torino        | Renato Dall'Ara         | 16 de abril | 15:00 |
| Carpi          | 4 - 1 Archivado el 19 de abril de 2016 en Wayback Machine. | Genoa         | Sandro Cabassi          | 16 de abril | 18:00 |
| Internazionale | 2 - 0 Archivado el 19 de abril de 2016 en Wayback Machine. | Napoli        | Giuseppe Meazza         | 16 de abril | 20:45 |
| Atalanta       | 3 - 3 Archivado el 20 de abril de 2016 en Wayback Machine. | Roma          | Atleti Azzurri d'Italia | 17 de abril | 12:30 |
| Fiorentina     | 3 - 1 Archivado el 20 de abril de 2016 en Wayback Machine. | Sassuolo      | Artemio Franchi         | 17 de abril | 15:00 |
| Hellas Verona  | 1 - 2 Archivado el 20 de abril de 2016 en Wayback Machine. | Frosinone     | Marcantonio Bentegodi   | 17 de abril | 15:00 |
| Juventus       | 4 - 0 Archivado el 20 de abril de 2016 en Wayback Machine. | Palermo       | Juventus Stadium        | 17 de abril | 15:00 |
| Udinese        | 0 - 0 Archivado el 20 de abril de 2016 en Wayback Machine. | Chievo Verona | Friuli                  | 17 de abril | 15:00 |
| Lazio          | 2 - 0 Archivado el 20 de abril de 2016 en Wayback Machine. | Empoli        | Olímpico de Roma        | 17 de abril | 18:00 |
| Sampdoria      | 0 - 1 Archivado el 20 de abril de 2016 en Wayback Machine. | Milan         | Luigi Ferraris          | 17 de abril | 20:45 |

| Napoli        | 6 - 0 Archivado el 7 de mayo de 2016 en Wayback Machine.        | Bologna        | San Paolo                           | 19 de abril | 20:45 |
| Sassuolo      | 0 - 0 Archivado el 25 de abril de 2016 en Wayback Machine.      | Sampdoria      | MAPEI Stadium - Città del Tricolore | 20 de abril | 18:30 |
| Chievo Verona | 5 - 1 Archivado el 25 de abril de 2016 en Wayback Machine.      | Frosinone      | Marcantonio Bentegodi               | 20 de abril | 20:45 |
| Empoli        | 1 - 0 Archivado el 24 de abril de 2016 en Wayback Machine.      | Hellas Verona  | Carlo Castellani                    | 20 de abril | 20:45 |
| Genoa         | 1 - 0 Archivado el 24 de abril de 2016 en Wayback Machine.      | Internazionale | Luigi Ferraris                      | 20 de abril | 20:45 |
| Juventus      | 3 - 0 Archivado el 24 de abril de 2016 en Wayback Machine.      | Lazio          | Juventus Stadium                    | 20 de abril | 20:45 |
| Palermo       | 2 - 2 Archivado el 24 de abril de 2016 en Wayback Machine.      | Atalanta       | Renzo Barbera                       | 20 de abril | 20:45 |
| Roma          | 3 - 2 Archivado el 20 de septiembre de 2017 en Wayback Machine. | Torino         | Olímpico de Roma                    | 20 de abril | 20:45 |
| Udinese       | 2 - 1 Archivado el 24 de abril de 2016 en Wayback Machine.      | Fiorentina     | Friuli                              | 20 de abril | 20:45 |
| Milan         | 0 - 0 Archivado el 25 de abril de 2016 en Wayback Machine.      | Carpi          | San Siro                            | 21 de abril | 20:45 |

| Internazionale | 3 - 1 Archivado el 24 de abril de 2016 en Wayback Machine. | Udinese       | Giuseppe Meazza         | 23 de abril | 20:45 |
| Frosinone      | 0 - 2 Archivado el 25 de abril de 2016 en Wayback Machine. | Palermo       | Comunal Matusa          | 24 de abril | 12:30 |
| Atalanta       | 1 - 0 Archivado el 25 de abril de 2016 en Wayback Machine. | Chievo Verona | Atleti Azzurri d'Italia | 24 de abril | 15:00 |
| Bologna        | 2 - 0 Archivado el 25 de abril de 2016 en Wayback Machine. | Genoa         | Renato Dall'Ara         | 24 de abril | 15:00 |
| Sampdoria      | 2 - 1 Archivado el 25 de abril de 2016 en Wayback Machine. | Lazio         | Luigi Ferraris          | 24 de abril | 15:00 |
| Torino         | 1 - 3 Archivado el 25 de abril de 2016 en Wayback Machine. | Sassuolo      | Olímpico de Turín       | 24 de abril | 15:00 |
| Fiorentina     | 1 - 2 Archivado el 25 de abril de 2016 en Wayback Machine. | Juventus (C)  | Artemio Franchi         | 24 de abril | 20:45 |
| Roma           | 1 - 0 Archivado el 26 de abril de 2016 en Wayback Machine. | Napoli        | Olímpico de Roma        | 25 de abril | 15:00 |
| Hellas Verona  | 2 - 1 Archivado el 26 de abril de 2016 en Wayback Machine. | Milan         | Marcantonio Bentegodi   | 25 de abril | 17:00 |
| Carpi          | 1 - 0 Archivado el 26 de abril de 2016 en Wayback Machine. | Empoli        | Sandro Cabassi          | 25 de abril | 19:00 |

| Udinese       | 1 - 5 Archivado el 1 de mayo de 2016 en Wayback Machine. | Torino         | Friuli                              | 30 de abril | 18:00 |
| Chievo Verona | 0 - 0 Archivado el 1 de mayo de 2016 en Wayback Machine. | Fiorentina     | Marcantonio Bentegodi               | 30 de abril | 20:45 |
| Juventus      | 2 - 0 Archivado el 2 de mayo de 2016 en Wayback Machine. | Carpi          | Juventus Stadium                    | 1 de mayo   | 12:30 |
| Empoli        | 0 - 0 Archivado el 2 de mayo de 2016 en Wayback Machine. | Bologna        | Carlo Castellani                    | 1 de mayo   | 15:00 |
| Milan         | 3 - 3 Archivado el 2 de mayo de 2016 en Wayback Machine. | Frosinone      | San Siro                            | 1 de mayo   | 15:00 |
| Palermo       | 2 - 0 Archivado el 2 de mayo de 2016 en Wayback Machine. | Sampdoria      | Renzo Barbera                       | 1 de mayo   | 15:00 |
| Sassuolo      | 1 - 0 Archivado el 2 de mayo de 2016 en Wayback Machine. | Hellas Verona  | MAPEI Stadium - Città del Tricolore | 1 de mayo   | 15:00 |
| Lazio         | 2 - 0 Archivado el 2 de mayo de 2016 en Wayback Machine. | Internazionale | Olímpico de Roma                    | 1 de mayo   | 20:45 |
| Genoa         | 2 - 3 Archivado el 3 de mayo de 2016 en Wayback Machine. | Roma           | Luigi Ferraris                      | 2 de mayo   | 19:00 |
| Napoli        | 2 - 1 Archivado el 3 de mayo de 2016 en Wayback Machine. | Atalanta       | San Paolo                           | 2 de mayo   | 21:00 |

| Internazionale | 2 - 1 Archivado el 8 de mayo de 2016 en Wayback Machine. | Empoli        | Giuseppe Meazza         | 7 de mayo | 18:00 |
| Bologna        | 0 - 1 Archivado el 8 de mayo de 2016 en Wayback Machine. | Milan         | Renato Dall'Ara         | 7 de mayo | 20:45 |
| Roma           | 3 - 0 Archivado el 9 de mayo de 2016 en Wayback Machine. | Chievo Verona | Olímpico de Roma        | 8 de mayo | 12:30 |
| Atalanta       | 1 - 1 Archivado el 9 de mayo de 2016 en Wayback Machine. | Udinese       | Atleti Azzurri d'Italia | 8 de mayo | 15:00 |
| Carpi          | 1 - 3 Archivado el 9 de mayo de 2016 en Wayback Machine. | Lazio         | Sandro Cabassi          | 8 de mayo | 15:00 |
| Fiorentina     | 0 - 0 Archivado el 9 de mayo de 2016 en Wayback Machine. | Palermo       | Artemio Franchi         | 8 de mayo | 15:00 |
| Frosinone      | 0 - 1 Archivado el 9 de mayo de 2016 en Wayback Machine. | Sassuolo      | Comunal Matusa          | 8 de mayo | 15:00 |
| Sampdoria      | 0 - 3 Archivado el 9 de mayo de 2016 en Wayback Machine. | Genoa         | Luigi Ferraris          | 8 de mayo | 15:00 |
| Hellas Verona  | 2 - 1 Archivado el 9 de mayo de 2016 en Wayback Machine. | Juventus      | Marcantonio Bentegodi   | 8 de mayo | 20:45 |
| Torino         | 1 - 2 Archivado el 9 de mayo de 2016 en Wayback Machine. | Napoli        | Olímpico de Turín       | 8 de mayo | 20:45 |

| Juventus      | 5 - 0 Archivado el 15 de mayo de 2016 en Wayback Machine.       | Sampdoria      | Juventus Stadium                    | 14 de mayo | 17:00 |
| Milan         | 1 - 3 Archivado el 16 de mayo de 2016 en Wayback Machine.       | Roma           | San Siro                            | 14 de mayo | 20:45 |
| Napoli        | 4 - 0 Archivado el 16 de mayo de 2016 en Wayback Machine.       | Frosinone      | San Paolo                           | 14 de mayo | 20:45 |
| Sassuolo      | 3 - 1 Archivado el 16 de mayo de 2016 en Wayback Machine.       | Internazionale | MAPEI Stadium - Città del Tricolore | 14 de mayo | 20:45 |
| Chievo Verona | 0 - 0 Archivado el 16 de mayo de 2016 en Wayback Machine.       | Bologna        | Marcantonio Bentegodi               | 15 de mayo | 18:00 |
| Empoli        | 2 - 1 Archivado el 16 de mayo de 2016 en Wayback Machine.       | Torino         | Carlo Castellani                    | 15 de mayo | 18:00 |
| Genoa         | 1 - 2 Archivado el 20 de septiembre de 2016 en Wayback Machine. | Atalanta       | Luigi Ferraris                      | 15 de mayo | 18:00 |
| Lazio         | 2 - 4 Archivado el 16 de mayo de 2016 en Wayback Machine.       | Fiorentina     | Olímpico de Roma                    | 15 de mayo | 20:45 |
| Palermo       | 3 - 2 Archivado el 16 de mayo de 2016 en Wayback Machine.       | Hellas Verona  | Renzo Barbera                       | 15 de mayo | 20:45 |
| Udinese       | 1 - 2 Archivado el 16 de mayo de 2016 en Wayback Machine.       | Carpi          | Friuli                              | 15 de mayo | 20:45 |

## Estadísticas
| Gonzalo Higuaín                          | Napoli          | 36 | 35 | 1.03 |
| Paulo Dybala                             | Juventus        | 20 | 31 | 0.56 |
| Carlos Bacca                             | Milan           | 19 | 38 | 0.5  |
| Mauro Icardi                             | Inter           | 16 | 33 | 0.48 |
| Leonardo Pavoletti                       | Genoa           | 14 | 25 | 0.56 |
| Mohamed Salah                            | Roma            | 14 | 34 | 0.41 |
| Josip Iličić                             | Fiorentina      | 13 | 30 | 0.43 |
| Éder                                     | Sampdoria/Inter | 13 | 33 | 0.39 |
| Massimo Maccarone                        | Empoli          | 13 | 37 | 0.35 |
| Andrea Belotti                           | Torino          | 12 | 35 | 0.34 |
| Nikola Kalinić                           | Fiorentina      | 12 | 36 | 0.33 |
| Lorenzo Insigne                          | Napoli          | 12 | 37 | 0.32 |
| Última actualización: 15 de mayo de 2016 |                 |    |    |      |

| Jugador               | Equipo        | Autogoles |
| --------------------- | ------------- | --------- |
| Giancarlo González    | Palermo       | 2         |
| Arlind Ajeti          | Frosinone     | 1         |
| Raúl Albiol           | Napoli        | 1         |
| Pablo Armero          | Udinese       | 1         |
| Danilo Avelar         | Torino        | 1         |
| Dušan Basta           | Lazio         | 1         |
| Leonardo Bonucci      | Juventus      | 1         |
| Michele Camporese     | Empoli        | 1         |
| Andrea Consigli       | Sassuolo      | 1         |
| Ferdinando Coppola    | Hellas Verona | 1         |
| Sebastian De Maio     | Genoa         | 1         |
| Rodrigo Ely           | Milan         | 1         |
| Nicolas Frey          | Chievo Verona | 1         |
| Alessandro Gamberini  | Chievo Verona | 1         |
| Santiago Gentiletti   | Lazio         | 1         |
| Nenad Krstičić        | Sampdoria     | 1         |
| Eugenio Lamanna       | Genoa         | 1         |
| Kostas Manolas        | Roma          | 1         |
| Rafael Márquez        | Hellas Verona | 1         |
| Niklas Moisander      | Sampdoria     | 1         |
| Jeison Murillo        | Inter         | 1         |
| Daniele Padelli       | Torino        | 1         |
| Bruno Peres           | Torino        | 1         |
| Miralem Pjanić        | Roma          | 1         |
| Panagiotis Tachtsidis | Genoa         | 1         |
| Rafael Tolói          | Atalanta      | 1         |
| Roberto Vitiello      | Palermo       | 1         |
| Ervin Zukanović       | Roma          | 1         |

| Miralem Pjanić                           | Roma     | 12 | 33 |
| Paul Pogba                               | Juventus | 12 | 35 |
| Riccardo Saponara                        | Empoli   | 11 | 33 |
| Marek Hamšík                             | Napoli   | 11 | 38 |
| Lorenzo Insigne                          | Napoli   | 10 | 37 |
| Diego Perotti                            | Roma     | 9  | 31 |
| Paulo Dybala                             | Juventus | 9  | 34 |
| Giacomo Bonaventura                      | Milan    | 8  | 33 |
| Juan Cuadrado                            | Juventus | 7  | 28 |
| Última actualización: 15 de mayo de 2016 |          |    |    |

## Fichajes

### Fichajes más caros del mercado verano
| Pos. | Jugador            | Club de destino | Club de origen     | Precio (€) | Ref.   |
| ---- | ------------------ | --------------- | ------------------ | ---------- | ------ |
| 1.º  | Geoffrey Kondogbia | Internazionale  | Mónaco             | 35.000.000 | [ 57 ] |
| 2.º  | Paulo Dybala       | Juventus        | Palermo            | 32.000.000 | [ 58 ] |
| 3.º  | Carlos Bacca       | Milan           | Sevilla            | 30.000.000 | [ 59 ] |
| 4.º  | Alex Sandro        | Juventus        | Porto              | 26.000.000 | [ 60 ] |
| 5.º  | Alessio Romagnoli  | Milan           | Roma               | 25.000.000 | [ 61 ] |
| 6.º  | Andrea Bertolacci  | Milan           | Roma               | 20.000.000 | [ 62 ] |
| 7.º  | Mario Mandžukić    | Juventus        | Atlético de Madrid | 18.000.000 | [ 63 ] |
| 7.º  | Ivan Perišić       | Internazionale  | Wolfsburgo         | 18.000.000 | [ 64 ] |
| 7.º  | Simone Zaza        | Juventus        | Sassuolo           | 18.000.000 | [ 65 ] |
| 8.º  | João Miranda       | Internazionale  | Atlético de Madrid | 15.000.000 | [ 66 ] |
| 8.º  | Mohamed Salah      | Roma            | Chelsea            | 15.000.000 | [ 67 ] |
| 9.º  | Roberto Pereyra    | Juventus        | Udinese            | 14.000.000 | [ 68 ] |
| 10.º | Edin Džeko         | Roma            | Manchester City    | 11.000.000 | [ 67 ] |
| 11.º | Domenico Berardi   | Sassuolo        | Juventus           | 10.000.000 | [ 69 ] |

## Datos y más estadísticas

### Récords de goles
- Primer gol de la temporada: Boško Janković para el Hellas Verona en el Hellas Verona-Roma 1-1 (22 de agosto de 2015).
- Gol más rápido: Miralem Pjanić para la Roma en el Palermo-Roma 2-4 (minuto 2') (4 de octubre de 2015).
- Gol más cercano al final del encuentro: Eros Pisano para el Hellas Verona en el Atalanta-Hellas Verona 1-1 (minuto 97') (20 de septiembre de 2015).

#### Tripletas o pókers
Aquí se encuentra la lista de tripletas o hat-tricks y póker de goles (en general, tres o más goles anotados por un jugador en un mismo encuentro) convertidos en la temporada.
| Fecha     | Jugador         | Goles           | Local          | Resultado                                                     | Visitante  | Jornada    |
| --------- | --------------- | --------------- | -------------- | ------------------------------------------------------------- | ---------- | ---------- |
| 27/9/2015 | Nikola Kalinić  | 18' · 23' · 76' | Internazionale | 1 - 4 Archivado el 1 de noviembre de 2016 en Wayback Machine. | Fiorentina | Jornada 6  |
| 3/4/2016  | Suso            | 43' · 59' · 76' | Genoa          | 4 - 0 Archivado el 22 de abril de 2016 en Wayback Machine.    | Frosinone  | Jornada 31 |
| 19/4/2016 | Dries Mertens   | 58' · 80' · 88' | Napoli         | 6 - 0 Archivado el 7 de mayo de 2016 en Wayback Machine.      | Bologna    | Jornada 34 |
| 14/5/2016 | Gonzalo Higuaín | 52' · 62' · 71' | Napoli         | 4 - 0 Archivado el 16 de mayo de 2016 en Wayback Machine.     | Frosinone  | Jornada 38 |